# Anna Politkovskaia
Anna Stepanovna Politkovskaia, em russo:  Анна Степановна Политковская, (Nova Iorque, 30 de agosto de 1958 — Moscovo, 7 de outubro de 2006) foi uma jornalista e humanitária russa. Tornou-se conhecida pela cobertura da Segunda Guerra da Chechênia (1999-2005), em que denunciou o governo de Vladmir Putin por corrupção e violações de direitos humanos, especialmente as más ações das autoridades russas no conflito.

## Biografia e carreira
Filha de diplomatas de origem ucraniana que estavam em missão na ONU, ela nasceu na cidade de Nova Iorque, mas posteriormente foi para a Rússia, onde realizou seus estudos. Em 1980, formou-se em Jornalismo pela Universidade Estatal de Moscovo e iniciou sua carreira no jornal diário de alcance nacional Izvestiya.
Em 1999, tornou-se jornalista do Novaya Gazeta, bissemanário independente russo, e logo depois começou a relatar a guerra na Chechênia, ficando mundialmente famosa. Politkovskaia cobriu a falta de sentimentalismo, os excessos de ambos os lados beligerantes e costumava ser a única porta-voz das vítimas das guerras chechenas. Ela revelou a história sobre o mistério em torno de uma vala comum descoberta perto de uma base militar russa; os corpos eram possivelmente vítimas civis, e posteriormente minas terrestres foram plantadas para impedir de recuperá-los.
A partir dos anos 2000, Anna recebeu inúmeros prêmios internacionais pelo seu trabalho jornalístico e humanitário. Entretanto, devido ao seu jornalismo investigativo, foi atacada por pessoas que a viam como inimiga: em fevereiro de 2001, foi detida no sul da Chechênia pelo exército russo sob acusação de espionar em favor do líder beligerante checheno Shamil Basayev. Durante três dias, foi mantida em cárcere sem comida e sem água. Oito meses depois, refugiou-se em Viena, depois de receber várias ameaças de um policial russo que ela havia denunciado por abusos cometidos. Em outubro de 2002, mediou a crise do teatro Dubrovka. Em setembro de 2004, tentou mediar o caso da escola de Beslan, mas foi envenenada enquanto voava de Moscovo para Rostov-on-Don, necessitando ser hospitalizada; nesse mesmo ano publicou - no exterior, mas não na Rússia - seu terceiro livro Putin's Russia: Life in a Failing Democracy.
Ela acreditava que era necessário envolver-se no conflito, fazer algo para solucioná-lo e que, por esse motivo, o jornalista sempre tem uma história para contar, como demonstra em sua célebre fala: "Você ainda acha que o mundo é grande? Que se há conflito em algum lugar, isso não terá impacto em outro, e que você pode ficar de fora, sentado em sua varanda admirando suas petúnias ridículas?" Em 7 de outubro de 2006, mesmo dia em que Putin completava 54 anos, Anna Politkovskaya, com 48 anos e mãe de dois filhos, foi assassinada no elevador de seu prédio, no centro de Moscovo. Em junho de 2014, cinco homens foram condenados à prisão pelo assassinato, mas ainda não está claro quem ordenou ou pagou pelo assassinato contratado.

## Ativismo

### Reportagens sobre a Chechênia
Em 1997, após o reconhecimento da  Chechênia como uma república independente, devido a pressão pública sobre o então presidente russo Boris Yeltsin, alimentada pelas novas liberdades de imprensa disponíveis para meios de comunicação como o Obshchaya Gazeta, as tropas russas retiraram-se do território checheno e assinou-se o acordo de paz. No ano seguinte, como representante desse jornal, Anna visitou a Chechênia pela primeira vez.
Ela ganhou vários prêmios por seu Jornalismo investigativo e usou cada uma das ocasiões em que recebeu prêmios internacionais para exigir maior preocupação e responsabilidade dos governos ocidentais que, após os ataques de 11 de setembro aos Estados Unidos, saudaram a contribuição de Putin para a "Guerra ao Terror". Ela conversou com oficiais, militares e policiais e também visitou freqüentemente hospitais e campos de refugiados na Chechênia e na vizinha Inguchétia para entrevistar os feridos pelos novos combates.
Em vários artigos críticos da guerra na Chechênia e do regime pró-russo, Politkovskaya descreveu supostos abusos cometidos por forças militares russas, rebeldes chechenos e o governo apoiado pela Rússia liderado por Akhmad Kadyrov e seu filho Ramzan Kadyrov. Ela também registrou abusos dos Direitos Humanos e falhas de políticas em outras partes do norte do Cáucaso. Em um exemplo característico em 1999, ela não apenas escreveu sobre a situação de uma casa de idosos de etnia mista sob bombardeio em Grozny, mas ajudou a garantir a evacuação segura de seus habitantes idosos com a ajuda de seu jornal e apoio do público. Seus artigos, muitos dos quais formam a base de A Dirty War (2001) e A Small Corner of Hell (2003), retratam um conflito que brutalizou tanto combatentes chechenos quanto soldados conscritos no exército federal russo e criou uma situação cruel para os civis entre eles.
Politkovskaya relatou que a ordem supostamente restaurada sob os Kadyrov tornou-se um regime de tortura, seqüestro e assassinato endêmicos pelas novas autoridades chechenas ou pelas várias forças federais baseadas na Chechênia. Uma de suas últimas investigações foi sobre o suposto envenenamento em massa de estudantes chechenos por uma substância química forte e desconhecida que os incapacitou por muitos meses.
Anna esteve intimamente envolvida nas tentativas de negociar a libertação de reféns na crise dos reféns no teatro de Moscovo em 2002, também na crise dos reféns nas escolas de Beslan, no norte do Cáucaso no início de setembro de 2004, ela tentou voar para atuar como mediadora e negociar com aqueles que haviam tomado mais de mil reféns, mas foi retirada do avião em Rostov-on-Don, gravemente doente, sem consciência, após tomar um chá. Teria sido uma tentativa de envenenamento, com alguns acusando a antiga instalação secreta de veneno da polícia soviética.

### Críticas ao governo russo
No livro Putin's Russia: Life in a Failing Democracy, ela acusou o Serviço Federal de Segurança da Rússia (FSB) de sufocar todas as liberdades civis para estabelecer uma ditadura no estilo soviético.
Após o 11 de setembro, a Rússia reformulou o conflito checheno como parte da "guerra ao terrorismo", devido à especulação dos laços chechenos com a Al Qaeda e aos bombardeios de um shopping center e de vários prédios de apartamentos na Rússia. Ela tentou demonstrar os efeitos da guerra nas pessoas comuns que torna-se análoga ao que se passa no Afeganistão.
Em maio de 2007, a Random House publicou postumamente um diário russo de Politkovskaya, contendo trechos de seu caderno e outros escritos. Com o subtítulo O relato final de uma jornalista sobre a vida, a corrupção e a morte na Rússia de Putin, o livro dá conta do período de dezembro de 2003 a agosto de 2005, incluindo o que ela descreveu como "a morte da democracia parlamentar russa", a crise dos reféns na escola de Beslan e o "inverno e verão do descontentamento" de janeiro a agosto de 2005.

## Assassinato

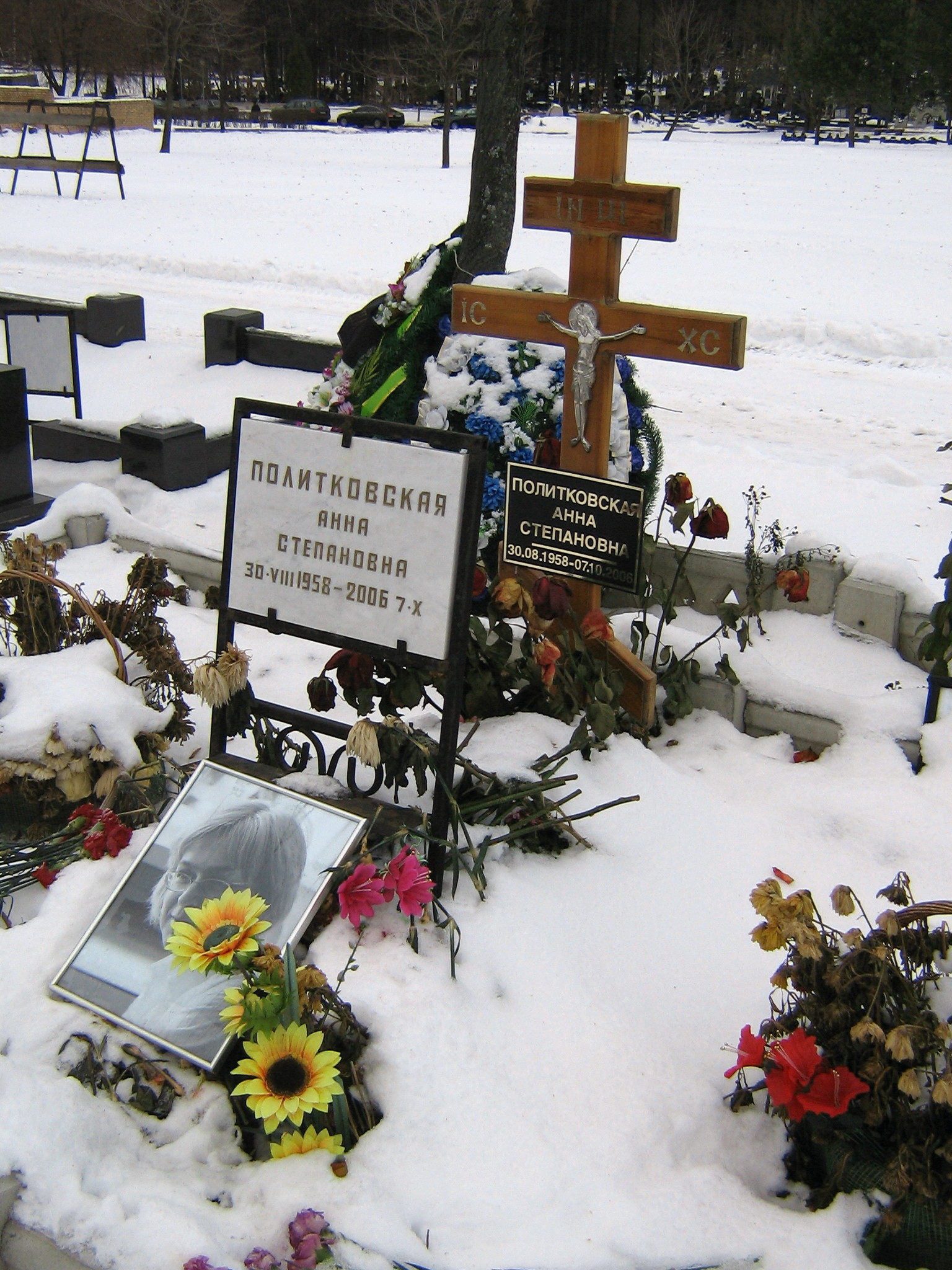
Túmulo de Anna Politkovskaya no cemitério Troyekurovskoye.

Anna Politkovskaia foi assassinada com cinco tiros de pistola em 7 de outubro de 2006, em Moscovo. O seu corpo foi descoberto por uma vizinha no elevador do prédio no qual habitava. Ela levou dois tiros no peito, um no ombro e outro na cabeça à queima-roupa. O assassinato, que aconteceu no 54º aniversário de Vladimir Putin e dois dias após as comemorações do 30º aniversário de Ramzan Kadyrov, levantou suspeitas de que alguém lhes tinham dado um presente não solicitado. Houve uma reação internacional generalizada ao assassinato.
Em 30 de agosto de 2011, o ex-coronel russo Dmítri Pavliutchenkov foi preso sob a acusação de ser o mandante e arquiteto do crime: teria recebido o equivalente a 81 mil euros ou 350 mil reais pela sua atuação no assassinato. A  investigação definiu que os executores do assassinato foram os quatro irmãos  Makhmudov. Três deles – Djabrail, Ibraguím e Tamerlan – foram julgados no  tribunal em fevereiro de 2009, mas a condenação foi anulada; Rustam fugiu, mas foi  preso na Chechênia este ano. O ex-coronel deu aos irmãos as armas e a informação  sobre o cotidiano de Anna. Dmítri Pavliutchenkov entrou num acordo judicial para testemunhar contra outros cinco suspeitos dentre eles os irmãos Makhmudov e em 14 de dezembro de 2012, foi condenado a 11 anos em um presídio de segurança máxima e o pagamento de uma quantia equivalente a 53 mil euros aos filhos de Anna, após ter confessado a participação no crime.

## Prêmios
- 2001: Caneta de Ouro - União de Jornalistas da Rússia
- 2003: Prêmio Jornalismo e Democracia - Organização para a Segurança e Cooperação na Europa
- 2004: Prêmio Olof Palme